# Tratatul de la Kars
Tratatul de la Kars (în limbile turcă Kars Antlaşması, rusă Карсский договор) a fost un tratat de prietenie dintre Marea Adunare Națională a Turciei, care avea să proclame în 1923 fondare Republicii Turcia, și reprezentanții Armeniei Sovietice, Azerbaidjanului Sovietic și Georgiei Sovietice (care aveau să devină cu toate membre ale Uniunii Sovietice după Tratatul Unional din decembrie 1922), cu participarea Rusiei Bolșevice. Este considerat tratatul succesor al convenției semnate la Moscova în 1921. Acest tratat a stabilit odată pentru totdeauna granițele dintre Turcia și statele din sudul Caucazului. Tratatul a fost semnat la Kars pe 12 octombrie 1921 și ratificat la Erevan pe 11 septembrie 1922.
Cele mai multe teritorii cedate Turciei ca urmare a semnării acestui tratat fuseseră ocupate de Imperiul Rus după înfrângerea Imperiului Otoman în timpul războiului din 1877 – 1878. Singura excepție a fost regiunea Suermalu, care fusese anexată de Rusia după ultimul război cu Imperiul Persan    (Iran) în 1826 – 1828.

## Semnatarii
Tratatul a fost semnat de reprezentantul Marii Adunări Naționale a Turciei, generalul Kazım Karabekir, parlamentarul și comandant al frontului de est, Veli Bei, parlamentarul Mohtar Bei, ambasadorul Memduh Șevket Bei, ambasadorul rus Iakov Ganețki, ministrul de externe armean Askanaz Mravian, ministrul de interne armean Poghos Makințian, ministrul controlului de stat azer Behbud Șahtahtinski, ministrul afacerilor militare și navale georgian Șalva Eliava și ministrul de externe și al finanțelor georgian Alexandr Svanidze.

## Prevederile acordului
Tratatul prevedea ca teritoriul fostei regiuni Batumi a guberniei Kutaisi să fie împărțită între părțile semnatare. Jumătatea de nord, cu orașul port Batumi, era cedat Georgiei. Partea de sud, cu orașul Artvin, era cedat Turciei. S-a căzut de acord ca regiunea care devenea parte componentă a Georgiei să se bucure de un anumit grad de autonomie. În cele din urmă, în regiune a fost proclamtă Republica Autonomă Sovietică Socialistă Adjară (Agearia contemporană).  În plus, Turcia a primit „dreptul de tranzit liber spre portul Batumi pentru toate materialele și mărfurile destinate sau provenind din Turcia, fără obligațiuni sau taxe vamale și cu dreptul Turciei să utilizeze portul Batumi fără nicio taxă specială”.
Tratatul modifica de asemenea și frontiera dintre Turcia și Armenia pe cursul râurilor Akhurian și Aras. Turcia primea de la Armenia aproape fostul oblast Kars din Imperiul Rus, inclusiv uezdul Surmalu cu Muntele Ararat și orașele Iğdır, Koghb (Tuzluca), Kars, Ardahan și Oltu, ruinele de la Ani și lacul Çıldır. Cele mai multe dintre aceste regiuni se aflau deja sub controlul militar al Turciei. Tratatul prevedea ca forțele turce să se retragă din o regiune care acoperea ceea ce este azi vestul provinciei Șirak  (inclusiv (Alexandropol)). 
Tratatul prevedea ca regiunea Nahicevan (fostele uezduri Nahicevan și Șarur al guberniei Erivan) să fie incorporată în Azerbaidjan ca un teritoriu autonom. În 1924 a fost fomată pe acest teritoriu Republica Autonomă Sovietică Socialistă Nahicevan, ca o enclavă subordonată Azerbaigeanului Sovietic. Noua republică autonomă avea o frontieră de 15 km cu districtul Surmalu din Turcia.
Însfârșit, în articolul nr. 6, Tratatul consemna că părțile contractante „consideră toate tratatele precedente, semnate de Imperiile Otoman și cel Țarist, ca fiind anulate, acestea pierzându-și puterea juridică”, implicând astfel, printre altele, nulitatea juridică a cedării Basarabiei către imperiul rus la Tratatul de la București (1812), dar, în pofida acestui articol 6, Rusia leninistă a refuzat să recunoască alipirea Republicii democratice a Moldovei la Regatul României.

## Rolul lui Stalin
Participanții la Conferința de la Moscova au apreciat că rolul lui I. V. Stalin în negocierile de la Kars a fost de maximă importanță și a dus la cedarea unor întinse teritorii care făcuseră vremelnic parte din Republica Democrată Armeană în favoarea Turciei. Kazım Karabekir avea să scrie că Cicerin și Karakhan au încercat să anuleze Tratatul de la Alexandropol, luând poziție deschisă în favoarea intereselor armenilor. Acesta a fost motivul pentru care s-a luat decizia îndepărtării lor, iar soluția care s-a găsit a fost acea implicării în negocieri a lui Stalin, care era la acea vreme un colaborator apropiat al lui V. I. Lenin.  Karabekir apreciază că, dacă cei doi lideri ai regimului sovietic nu s-ar fi implicat în negocieri, tratatul de la Kars nu ar fi fost niciodată semnat.

## Încercările de anularea ale tratatului
După încheierea luptelor celei de-a doua conflagrații mondiale, Uniunea Sovietică a încercat anularea tratatului de la Kars și reocuparea teritoriilor pierdute. Pe 7 iunie 1945, ministrul de externe sovietic Viaceslav Molotov, a declarat ambasadorului turc la Moscova că regiunile cedate în 192XXX ar trebui retrocedate URSS și să reintre în componența Georgiei și Armeniei. Turcia era într-o situație foarte grea. Pe de-o parte, turcii doreau să păstreze relații bune cu URSS, dar în același timp nu erau dispuși să cedeze vreun teritoriu. Diplomații britanici au remarcat că, încă din 1939, politicienii sovietici doresc redeschiderea negocierilor privind frontiera sovieto-turcă și să anuleze tratatul de la Kars. La încheierea celui de-al doilea război mondial, Uniunea Sovietică se transformase într-o superputere, iar Turcia nu avea deloc capacitatea să lupte cu vecinul ei. La sfârșitul toamnei anului 1945, sovieticii concentraseră trupe în Caucaz în vederea unui potențiale invazii în Turcia. 
Cererile sovietice, care țineau cont de doleanțele armenilor, au fost prezentate Aliaților. Premierul britanic Winston Churchill s-a opus unor asemenea pretenții teritoriale, în vreme ce președintele american Harry S. Truman a considerat că această problemă trebuie rezolvată fără implicarea altor părți. 
În timpul crizei, URSS a cerut de asemenea Turciei să permită amplasarea unei baze militare sovietice în regiunea Bosforului. În toată această perioadă, politicienii turci, cu ajutorul celor britanici, au început o campanie pentru captarea simpatiei americanilor. În această perioadă, ambasadorul Turciei la Washington D.C. a murit la post, iar SUA i-a repatriat trupul neînsuflețit la bordul USS Missouri. Aceasta a fost prima vizită militară americană importantă în Turcia și, totodată, un gest simbolic. După acest moment, presiunea sovietică a scăzut semnificativ. 

## Contestarea validității tratatului
Validitatea tratatului a fost pusă la îndoială de o serie de politologi și cercetători. Practic, a fost pusă în discuție autoritatea semnatarilor tratatului. În primul rând este contestată valabilitatea semnăturii reprezentanților Marii Adunări Naționale a Turciei. Această adunare de tip parlamentar a fost înființată pe 23 aprilie 1920, în plin război de independență. Mustafa Kemal Atatürk încerca în acest fel să înceapă construirea unui nou stat din resturile Imperiului Otoman, la sfârșitul Primului Război Mondial și, în conformitate cu legea fundamentală a Imperiului Otoman, (singura entitate statală turcă recunoscută internațional în acel moment), nu avea autoritatea legală să semneze tratate internaționale. Constituția otomană prevedea la articolul 7 că „Printre drepturile suverane ale Maiestății Sale, Sultanul are următoarele prerogative: [printre altele]… el încheie tratate cu puterile… el declară război și face pace… [etc]”.
După reforma constituțională din  august 1909, articolul 7 a fost modificat astfel: „Printre prerogativele sacre ale Sultanului se numără următoarele: [printre altele] … încheierea tratatelor în general”. Pentru încheierea tratatelor de pace, comerț, abandonarea sau anexarea unor teritorii, modificarea unor drepturi fundamentale sau personale ale supușilor otomani, sau pentru angajarea unor cheltuieli din partea statului era nevoie de „consimțământul” parlamentului.
Marea Adunare Națională a Turciei a proclamat Republica Turcia de-abia în 1923, iar constituția otomană a fost înlocuită cu una nouă în 1924.
Juriștii consideră de asemenea că republicile sovietice se aflau sub controlul strict al Moscovei și astfel valabilitatea opțiunilor lor poate fi pusă la îndoială.
Mai mult decât atât, URSS a fost întemeiată pe 29 decembrie  1922. Aceasta ar presupune că guvernele locale comuniste din republicile sovietice ar fi legitime doar după această dată. 

## Perioada post-sovietică
După prăbușirea Uniunii Sovietice din 1991, guvernele Turciei, Georgiei și Azerbaigeanului au acceptat validilitatea tratatului. În schimb, Armenia a adoptat o poziție diferită. Guvernul Armeniei nu a ratificat tratatul, iar oficialii armeni s-au declarat public împotriva lui. Deputatul Levon Mkrtchyan (Federația Revoluționară Armeană) a declarat pe 3 februarie 2005 că problema recunoașterii sau respingerii tratatului de la Kars nu se află pe agenda politicii externe a Erevanului. El a subliniat că semnarea tratatul a fost o violare grosolană a legii internaționale și a fost impusă de Tratatul turco-rus de la Moscova (1921), care stipula că toate republicile sud-caucaziene vor semna mai târziu tratate similare cu Turcia. 
Ministrul de externe armean Vartan Oskanian a amintit că Declarația de Independență a Armeniei și Constituția țării numesc provinciile turce răsăritene „Armenia Apuseană”. Armenia nu recunoaște în mod explicit frontierele Turciei contemporane. În plus, Oskanian a subliniat că Turcia nu a pus în practică o serie de prevederi ale tratatului. De exemplu, tratatul cerea Turciei să deschidă consulate în fiecare dintre cele trei republici caucaziene. Datorită tensiunilor dintre Armenia și Azerbaidjan în privința regiunii Arțah/Karabah, Turcia a închis frontiera terestră cu Armenia și relațiile diplomatice bilaterale au intrat în colaps, ceea ce ar echivala cu o violare a tratatului, după părerea Erevanului. Oskanyan merge până acolo încât afirmă că Turcia pune la îndoială validitatea tratatului